# بيير بيرناك
بيير بيرناك بالإنجليزية Pierre Bernac (و. 12 يناير 1899 – ت. 17 أكتوبر 1979) باريتون فرنسي.
أصبح يغني نسبيا في وقت متأخر في الحياة لكن تطور ليصبح واحد من أبرز عازفي الرسيتال في القرن العشرين. ظهر أول مرة عام 1925 وعام 1926 قدم العرض الأول من «أغاني جيلارد» لفرانسيس بولينك. بعد المزيد من الدراسة في سالزبورغ بدأ مشوار فني طويل ومثمر خلاله تعاون مع الكثير من المؤلفين المعاصرين، الأهم بولينك الذي يكبره بخمسة أيام، الذي صحبه بتكرار للحفلات والتسجيل. ضمن المجموعات كتب بولينك له «خمس قصائد» 1935، و«في النهار وفي الليل» 1936، كلاهما على نص لبول إلوارد.

## هوامش
1. ↑  NPR Encylopedia of Classical Music

## روابط خارجية
- بيير بيرناك على موقع IMDb (الإنجليزية)
- بيير بيرناك على موقع ميوزك برينز (الإنجليزية)
- بيير بيرناك على موقع ديسكوغز (الإنجليزية)
- بيير بيرناك على موقع قاعدة بيانات الفيلم (الإنجليزية)